# Hemyda zonula
Hemyda zonula là một loài ruồi trong họ Tachinidae.